# Tursun Beg
Tursun Beg (en turc: Tursun Bey, né vers les années 1420) est un dignitaire de l'Empire ottoman qui agit principalement lors du règne de Mehmed II dont il livre une chronique. Celle-ci permet aussi de retracer les principaux événements de sa vie. Il est issu d'une famille de timariotes et lui-même détient un timar. Proche du sultan, il semble l'avoir accompagné lors du siège qui mène à la chute de Constantinople en 1453. Il est d'ailleurs l'une des principales sources turques à relater l'événement, même si des historiens ont parfois contesté sa participation effective au siège. C'est le cas de Nicolas Vatin, qui consacre un article à ce sujet. Il en vient à la conclusion que les indices portant sur sa présence dans l'armée ottomane dès 1452 sont faibles. Il rappelle d'ailleurs qu'en dépit de ses origines militaires, Tursun Beg se détourne assez vite de cette voie et il pourrait n'avoir rejoint Constantinople qu'en 1455. Pour autant, sa Tarih-i Ebülfeth (Histoire du Conquérant) qui chronique le règne de Mehmed II reste une source de première main pour les historiens modernes. Grâce à sa proximité avec Mahmoud Pacha, vizir de Mehmed II, il a bénéficié d'un accès privilégié à la cour ottomane et donc aux événements qui s'y sont déroulés.

## Sources
- Nicolas Vatin, « Tursun Beg assista-t-il au siège de Constantinople en 1453 ? », Wiener Zeitschrift für die Kunde des Morgenlandes, Department of Oriental Studies, University of Vienna, vol. 91,‎ 2001, p. 317-329
- (en) Tursun Beg (trad. Halil Inalcik et Rhoads Murphey), The history of Mehmed the Conqueror. [Tarih-i Ebülfeth], Bibliotheca Islamica, 1978